# Emme

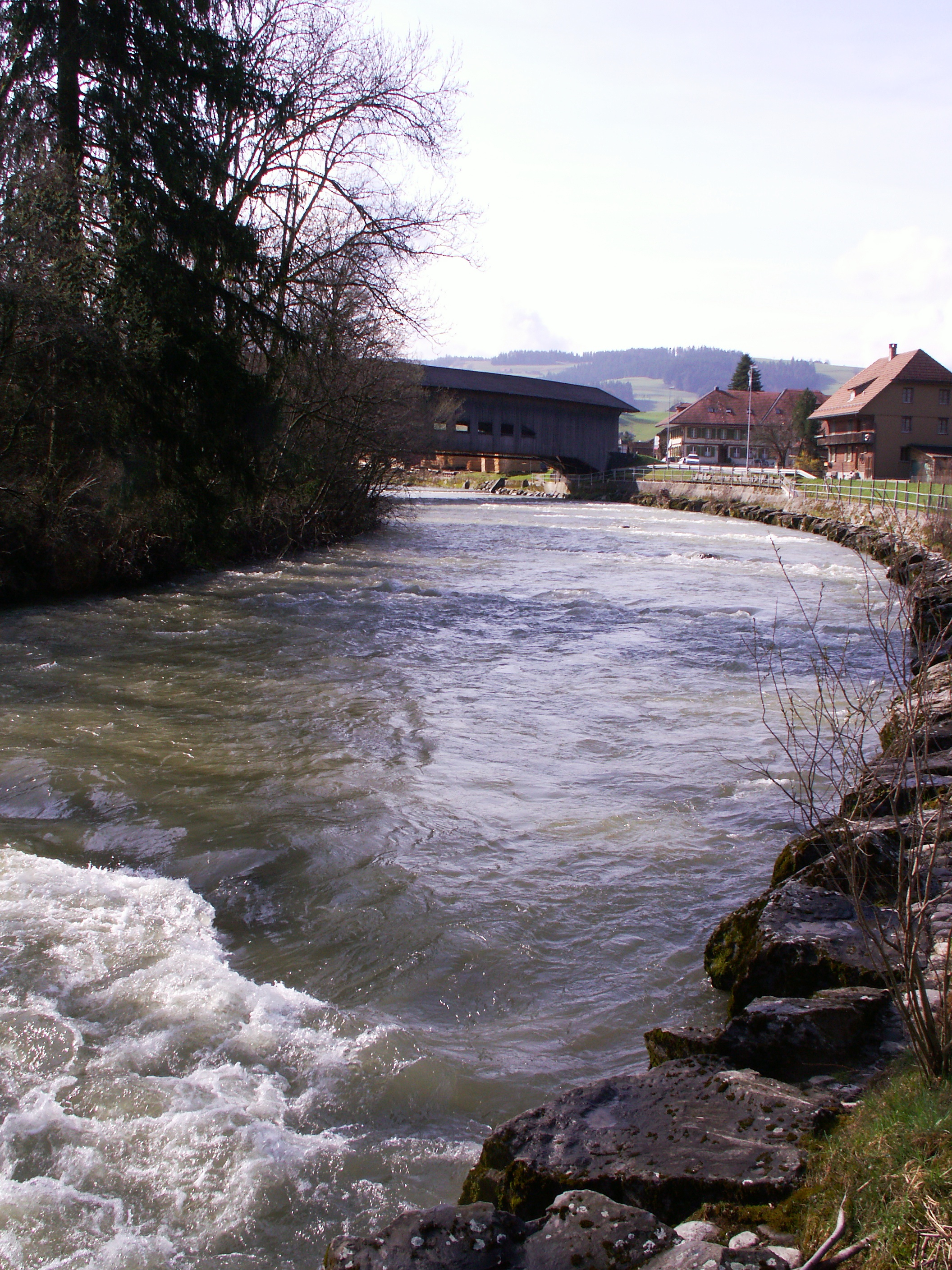
Emme w pobliżu Signau (Schüpbach).

Emme – rzeka w Szwajcarii o długości ok. 81,9 km, wypływająca z Alp Berneńskich, pomiędzy szczytami Hohgant i Augstmatthorn, stanowiąca dopływ rzeki Aare.
Od nazwy regionu, obejmującego głównie dolinę rzeki Emme (niem. Emmental) pochodzi nazwa sera ementaler.